# Catedral de Pitsunda
La Catedral de Pitsunda, o el Gran Temple de Pitsunda, també coneguda com la Catedral de Sant Andreu Apòstol (en georgià: ბიჭვინთის ტაძარი), és un edifici religiós de l'Església ortodoxa de Geòrgia a Pitsunda, al districte de Gagra de la República independent de facto d'Abkhàzia, reconeguda per altres estats com a part de Geòrgia. Fou construïda al segle IV pels romans com un temple cristià. Va ser reconstruïda posteriorment al segle vi i a començaments del segle x, en l'apogeu del Regne d'Abkhàzia. La catedral restaurada i conservada fins avui data de finals del segle IX o principis del segle x. El temple de Pitsunta no està actiu, s'utilitza com a sala de concerts, i actualment està ocupat per Rússia.

## Història
Al segle iv, al territori de la fortalesa construïda pels romans dos segles abans a l'antiga Pitsunda, que va servir com l'avançada de l'Imperi romà en aquesta regió, es va construir una antiga església de basílica cristiana, en què va servir el bisbe Stratophil, que va participar en el Concili Ecumènic de Nicea del 325. A la fi del segle v i principis del segle vi, el pis d'aquest temple, amb una àrea de 60 metres quadrats, estava decorat amb un ric mosaic, una obra mestra de l'art antic d'importància mundial. Aquest és un dels pisos de mosaic més antics del Caucas i estava fet amb cubs de roques locals de dotze colors. El mosaic també tenia una inscripció en llengua grega antiga.

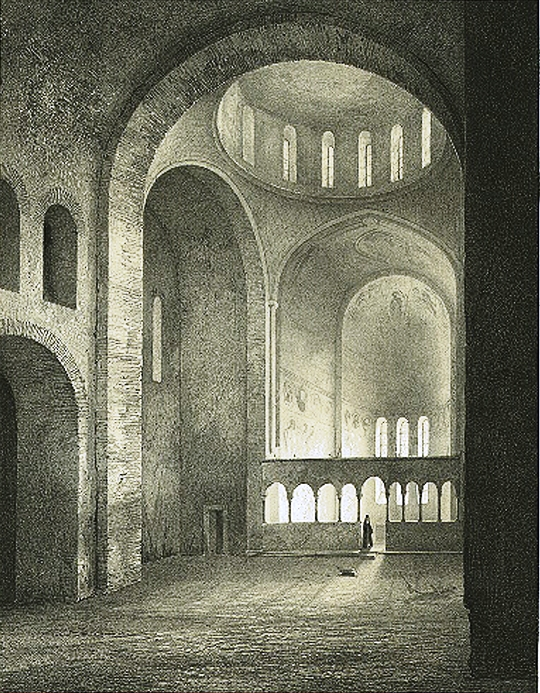
Dibuix de 1847

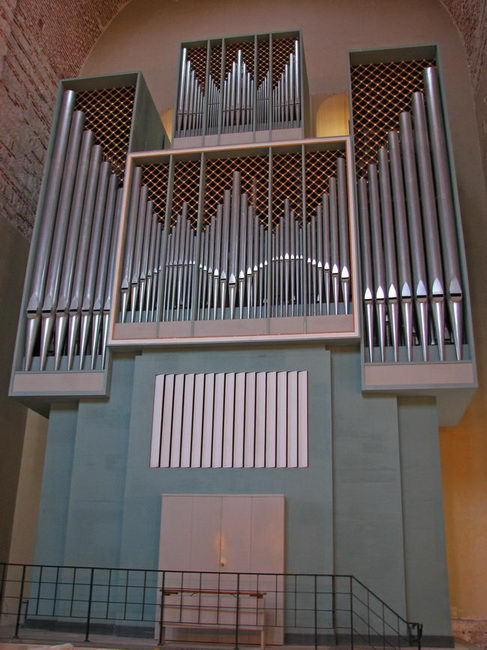
Orgue de 1975

L'emperador romà d'Orient Justinià I, sota el regnat del qual estava Pitsunda en el segle vi, va considerar Pitsunda la fortalesa estratègica més important de la costa caucàsica de la mar Negra. En aquest segle ja existia una fortalesa amb un temple del segle iv; presumiblement sota el seu mandat s'hi va erigir un nou temple majestuós. L'any 541 hi havia un bisbat en ell, on va tenir lloc el primer baptisme dels abkhazos. Amb la formació del Regne d'Abkhàzia i l'adquisició de l'autocefàlia per l'Església d'Abkhàzia en el segle viii, l'església de Pitsunda es converteix en el temple del tron d'Abkhàzia.
El nou temple, construït en l'apogeu del Regne abkhaz als segles IX-X, va ser realitzat amb maons. És el temple medieval més antic d'Abkhàzia. La catedral de Pitsunda a mitjan segle X es va convertir en la catedral dels catòlics abkhazos. Les eleccions dels patriarques catòlics d'Abkhàzia i l'ordenació dels bisbes tenien lloc aquí.
Als segles XI-XV la catedral va ser renovada repetidament. Al segle xvii, sota l'amenaça de l'atac dels turcs, la catedral dels catòlics d'Abkhàzia es va traslladar al monestir de Gelati (Geòrgia), i la catedral de Pitsunda va ser abandonada. A la segona meitat del segle xix, la catedral va ser reconstruïda i consagrada novament en honor de l'Assumpció de la Mare de Déu.
La qüestió de traslladar un orgue, instal·lat el 1975 per mestres alemanys, des de l'edifici de la catedral de Pitsunda, es va plantejar el 2009. El president d'Abkhàzia, Valery Bganba, el 29 de juliol de 2014 va signar un decret en què va ordenar al Ministeri de Cultura, juntament amb l'administració estatal per a la protecció de la història del patrimoni cultural, trobar la possibilitat de transferir l'orgue de la catedral de Pitsunda a un altre lloc.

## Arquitectura

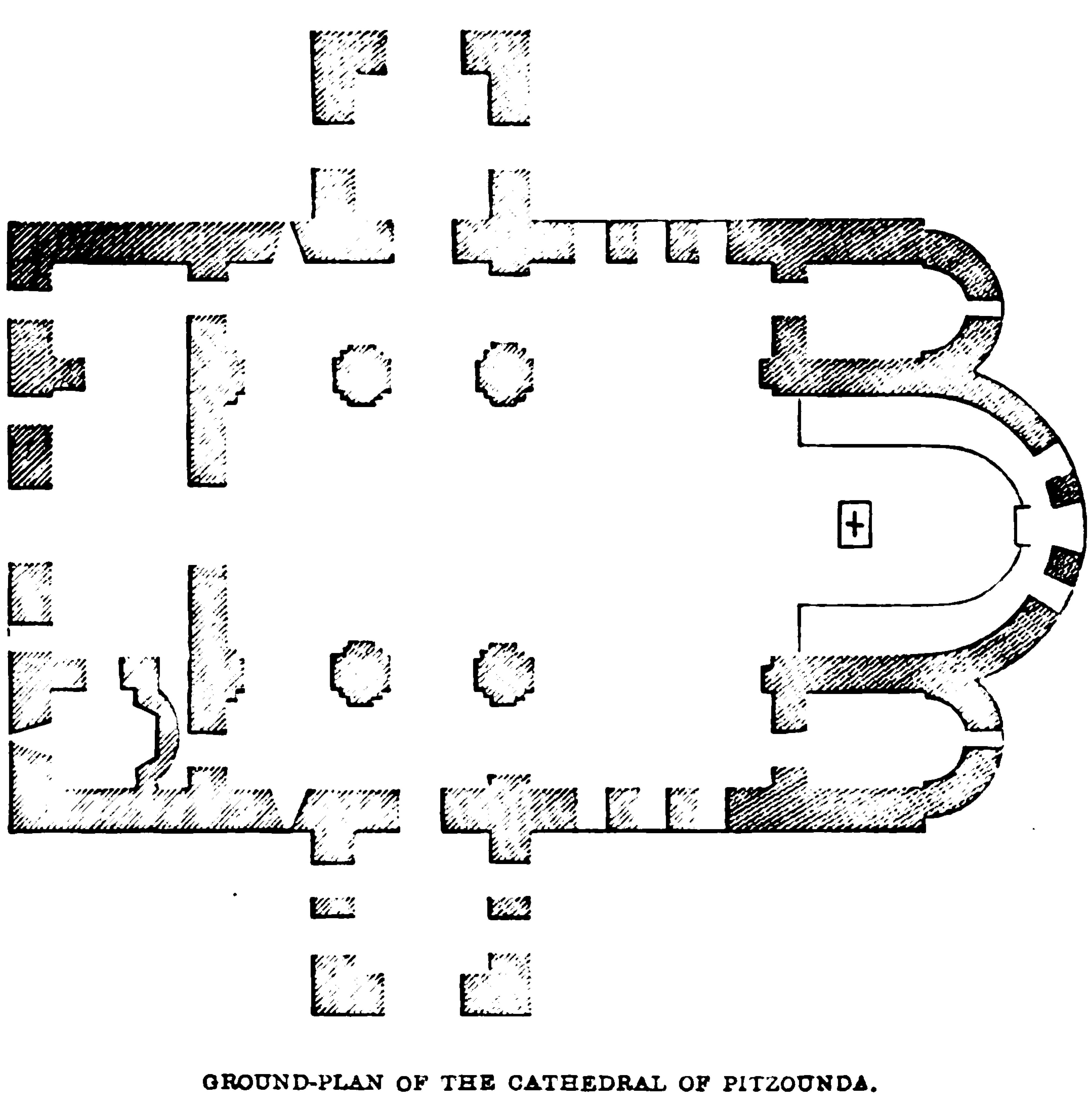
Plànol de l'església de Pitsunda

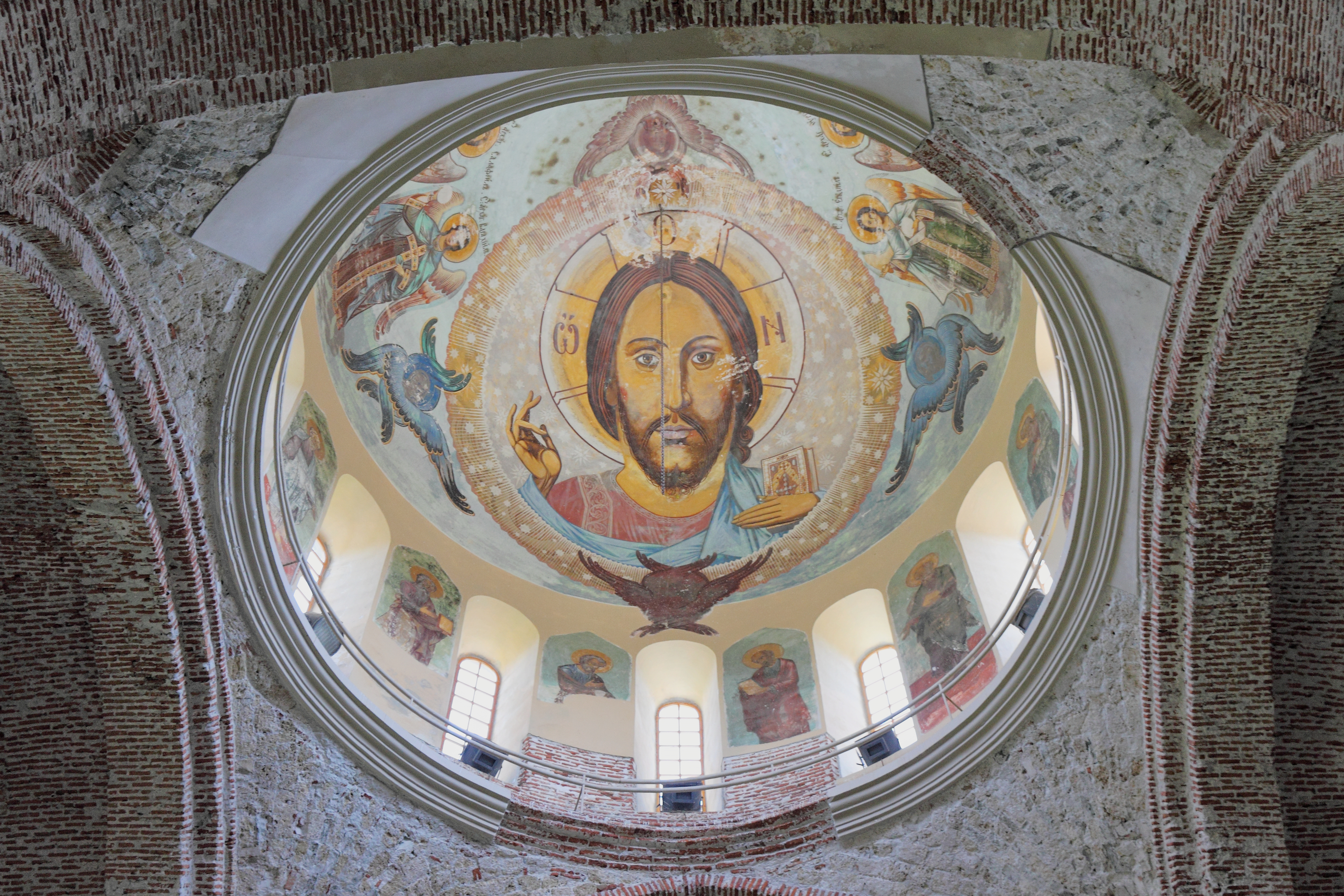
Fresc a l'interior de la catedral

L'edifici presenta el tipus de temple amb cúpula en creu, de tres naus i de tres pisos. Les seves dimensions en el plànol són 43,3 × 22,7 metres. Construïda en pedra i maó, es troba un cert ordre en la distribució d'aquests materials. Les parets del temple des del soterrani estan compostes únicament per blocs de pedra, després la maçoneria es mescla: les files de pedra s'alternen amb les capes de maó. Quant més alt, la capa de pedra és més fina i més gruixuda és la de maó. La part superior de les parets, el tambor i la cúpula que s'hi recolzen, els suports interns i els pilars estan fets de maons de diverses mides. A l'absis de l'altar central, hi ha creus alineades amb maons gruixuts fora de les finestres. Les parets llises es cobreixen amb guix; en èpoques anteriors van estar adornades amb pintura al fresc, de la qual únicament es conserva el cinturó de medallons de l'altar.
Dins la catedral, a la part occidental hi ha dues tombes disposades per als apòstols Andreu i Simó el Cananeu, com ho demostren els frescs dels dos apòstols dintre de l'espai.